# 신용준
신용준(1989년 8월 18일~)은 대한민국의 축구 심판으로 현재 K리그1 심판으로 활동 중이다.

## 심판 경력
대학교때 선수 생활을 그만둔 후 축구를 전공하고 심판 수업을 수강하면서 흥미가 생겨서 입문 했다.
2019년 8월 11일 울산 현대와 대구 FC 경기에서 김도훈이 주심 한테 항의 과정에서 신용준이 김도훈의 몸을 터치했고 그에 대해 김도훈는 분노를 표출 했다.
FC 해성에서 골키퍼 코치로도 활동하고 있다.
2024년 5월 6일 광주 FC과 대전 하나에서 이정효 감독의 과도한 항의로 옐로 카드를 주었고 후반전에 이정규 수석 코치가 격하게 항의로 레드 카드를 꺼냈다. 
경기 중 자주 집중하지 못하고, 경기 흐름을 방해하는 행동을 반복적으로 보인다.
2025년 6월 27일 대전 하나 시티즌과 제주 SK의 경기에서 대전 황선홍 감독과 김일진 골키퍼 코치가 심판 판정에 항의하다 각각 옐로 카드를 받았으며, 대전에 불리한 판정이 이어져 논란이 일었다.